# Kahaloo
Kahaloo è un sottodistretto (upazila) del Bangladesh situato nel distretto di Bogra, divisione di Rajshahi. Si estende su una superficie di 240,42 km² e conta una popolazione di  222.376 abitanti (censimento 2011).